# Comaldessus stygius
Comaldessus stygius là một loài bọ cánh cứng trong họ Bọ nước. Loài này được Spangler & Barr miêu tả khoa học năm 1995.